# 1975 (szám)
Az 1975 (római számmal: MCMLXXV) az 1974 és 1976 között található természetes szám.

## A matematikában
A tízes számrendszerbeli 1975-ös a kettes számrendszerben 11110110111, a nyolcas számrendszerben 3667, a tizenhatos számrendszerben 7B7 alakban írható fel.
Az 1975 páratlan szám, összetett szám. Kanonikus alakja 52 · 791, normálalakban az 1,975 · 103 szorzattal írható fel. Hat osztója van a természetes számok halmazán, ezek növekvő sorrendben: 1, 5, 25, 79, 395 és 1975.
Az 1975 hetvenkét szám valódiosztóösszeg-függvényeként áll elő, melyek közül a legkisebb is 10 000 fölötti.